# Falske Olof
Den s.k. Falske Olof, död 1402, var en böhmare som dömdes för majestätsbrott efter att ha utgett sig för att ha varit drottning Margaretas son, kung Olof. Den falske Olof var son till en kvinna som hade arbetat vid unionsdrottningens Margaretas hov i slutet av 1300-talet. Enligt dokument dök han först upp i Danzig, Tyskland 1401 där han utgav sig för att i själva verket vara drottning Margaretas son, som avled redan 1387. Mannen samlade en stor skara anhängare och menade att han flytt för sitt liv eftersom hans mor velat döda honom.
Nyheten nådde unionsdrottningen genom norska fiskare som besökt Danzig och kort därefter anlände ett brev från mannen där han uttalat krävde att få överta regeringsmakten i det han kallade sina tre riken: Danmark, Norge och Sverige. Drottning Margareta skickade omedelbart en skrivelse till Konrad von Jungingen, den tyska ordens högmästare i Danzig, där hon redovisade hur hennes äkta son avlidit i vittnens närvaro. En av männen som överlämnade skrivelsen var Folke Jakobsen som själv varit närvarande vid den riktige Olofs död i Falsterbo 1387. Mannen greps och fördes till Kalmar där han avslöjades. En orsak var att han inte talade något av de nordiska språken trots att han uppgav att han varit 17 år då han begav sig i landsflykt. Han bekände sitt bedrägeri och uppgav sitt riktiga namn som Wolf och att han härstammade från Böhmen.
Mannen dömdes till döden för majestätsbrott och brändes på bål 1402 på en avrättningsplats som låg mellan Skanör och Falsterbo under den lokala höstmarknaden.